# Bironiella
Bironiella is een geslacht van wantsen uit de familie van de Miridae (Blindwantsen). Het geslacht werd voor het eerst wetenschappelijk beschreven door Karl Alfred Poppius in 1909.

## Soorten
Het genus bevat de volgende soorten:

- Bironiella binotata Carvalho & Lorenzato, 1973
- Bironiella metallescens Poppius, 1909
- Bironiella rubernotata Carvalho & Lorenzato, 1973
- Bironiella trinotata Carvalho & Lorenzato, 1973